# Egholm
Egholm est une île du Limfjord au Danemark.